# 奧里希夫卡 (博爾赫拉德區)

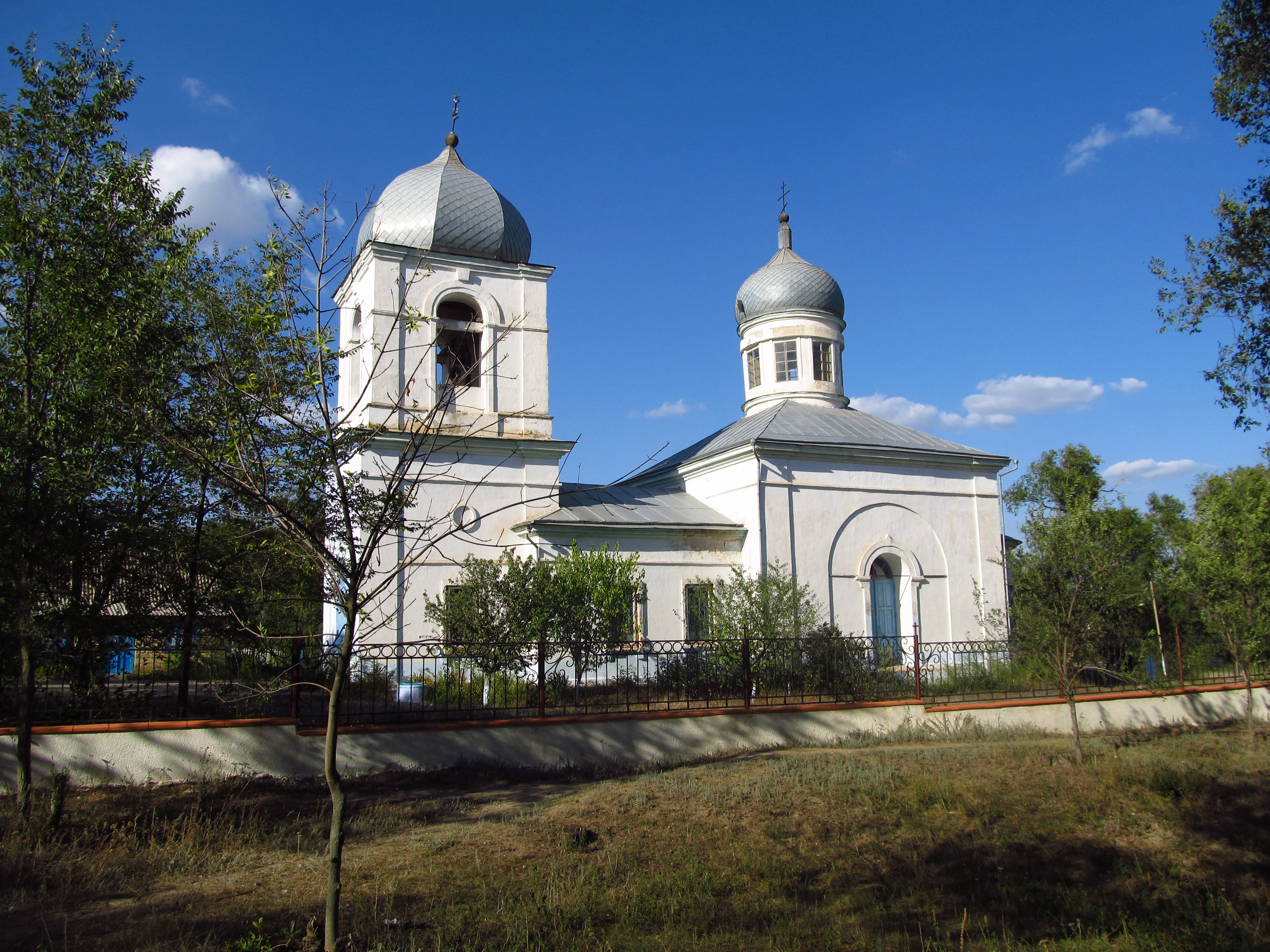

奧里希夫卡（烏克蘭語：Оріхівка）是位於烏克蘭西南部的村莊，由敖德萨州博爾赫拉德區的庫貝市鎮負責管轄。該村始建於1830年，面積2.79平方公里，海拔高度62米，2001年人口2,426，人口密度每平方公里869.53人。